# Lijst van gemeenten van Chihuahua
De Mexicaanse deelstaat Chihuahua bestaat uit zevenenzestig gemeenten.
| INEGI | Gemeente                 | Inwoners  | Oppervlakte   | Hoofdplaats                    | Inwoners  |
| ----- | ------------------------ | --------- | ------------- | ------------------------------ | --------- |
| 001   | Ahumada                  | 14.635    | 16.918,88 km² | Miguel Ahumada                 | 10.510    |
| 002   | Aldama                   | 26.047    | 9.232,76 km²  | Juan Aldama                    | 22.568    |
| 003   | Allende                  | 8.487     | 2.176,39 km²  | Valle de Ignacio Allende       | 4.185     |
| 004   | Aquiles Serdán           | 24.344    | 495,79 km²    | Santa Eulalia                  | 20.042    |
| 005   | Ascensión                | 25.975    | 12.874,15 km² | Ascensión                      | 15.054    |
| 006   | Bachiniva                | 6.011     | 935,34 km²    | Bachiniva                      | 5.807     |
| 007   | Balleza                  | 16.440    | 5.376,10 km²  | Mariano Balleza                | 1.285     |
| 008   | Batopilas                | 11.270    | 2.137,93 km²  | Batopilas                      | 932       |
| 009   | Bocoyna                  | 23.351    | 2.710,11 km²  | Bocoyna                        | 619       |
| 010   | Buenaventura             | 25.146    | 7.886,63 km²  | San Buenaventura               | 8.253     |
| 011   | Camargo                  | 49.499    | 13.731,60 km² | Santa Rosalía de Camargo       | 49.499    |
| 012   | Carichí                  | 8.795     | 2.589,47 km²  | Carichí                        | 2.000     |
| 013   | Casas Grandes            | 11.815    | 3.741,65 km²  | Casas Grandes                  | 7.134     |
| 014   | Coronado                 | 2.284     | 1.884,56 km²  | José Esteban Coronado          | 992       |
| 015   | Coyame del Sotol         | 1.681     | 11.640,77 km² | Santiago de Coyame             | 709       |
| 016   | La Cruz                  | 3.982     | 1.056,45 km²  | La Cruz                        | 1.671     |
| 017   | Cuauhtémoc               | 180.638   | 3.614,07 km²  | Cuauhtémoc                     | -         |
| 018   | Cusihuiriachi            | 5.414     | 1.608,37 km²  | Cusihuiriachi                  | 97        |
| 019   | Chihuahua                | 937.674   | 8.384,37 km²  | Chihuahua                      | 925.762   |
| 020   | Chínipas                 | 8.441     | 1.982,34 km²  | Chínipas de Almada             | 2.057     |
| 021   | Delicias                 | 150.506   | 534,93 km²    | Delicias                       | 128.548   |
| 022   | Dr. Belisario Domínguez  | 2.911     | 1.034,34 km²  | San Lorenzo                    | 441       |
| 023   | Galeana                  | 5.892     | 1.683,97 km²  | Hermenegildo Galeana           | 926       |
| 024   | Santa Isabel             | 3.937     | 672,65 km²    | Santa Isabel                   | 1.378     |
| 025   | Gómez Farías             | 8.624     | 854,00 km²    | Valentín Gómez Farias          | 5.330     |
| 026   | Gran Morelos             | 3.209     | 483,21 km²    | San Nicolás de Carretas        | 726       |
| 027   | Guachochi                | 50.180    | 6.962,03 km²  | Guachochi                      | 17.410    |
| 028   | Guadalupe                | 6.458     | 5.988,23 km²  | Guadalupe                      | 3.022     |
| 029   | Guadalupe y Calvo        | 50.514    | 9.629,05 km²  | Guadalupe y Calvo              | 5.816     |
| 030   | Guazapares               | 8.998     | 1.796,67 km²  | Témoris                        | 2.053     |
| 031   | Guerrero                 | 35.473    | 5.718,74 km²  | Vicente Guerrero               | 7.834     |
| 032   | Hidalgo del Parral       | 107.061   | 1.920,92 km²  | Hidalgo del Parral             | -         |
| 033   | Huejotitán               | 1.049     | 858,09 km²    | Huejotitán                     | 243       |
| 034   | Ignacio Zaragoza         | 6.934     | 2.862,73 km²  | Ignacio Zaragoza               | 3.518     |
| 035   | Janos                    | 10.953    | 7.426,36 km²  | Janos                          | 2.738     |
| 036   | Jiménez                  | 40.859    | 10.775,17 km² | Jiménez                        | 35.087    |
| 037   | Juárez                   | 1.512.450 | 3.561,14 km²  | Juárez                         | 1.501.551 |
| 038   | Julimes                  | 4.953     | 4.123,68 km²  | Julimes                        | 1.795     |
| 039   | López                    | 4.025     | 1.312,90 km²  | Octaviano López                | 2.148     |
| 040   | Madera                   | 25.144    | 8.763,04 km²  | Madera                         | 15.447    |
| 041   | Maguarichi               | 1.921     | 1.012,16 km²  | Maguarichi                     | -         |
| 042   | Manuel Benavides         | 1.601     | 5.030,60 km²  | Manuel Benavides               | 916       |
| 043   | Matachi                  | 3.104     | 705,82 km²    | Matachi                        | 1.581     |
| 044   | Matamoros                | 4.499     | 1.179,19 km²  | Mariano Matamoros              | 2.615     |
| 045   | Meoqui                   | 44.853    | 429,12 km²    | Pedro Meoqui                   | 23.140    |
| 046   | Morelos                  | 8.343     | 2.173,77 km²  | Morelos                        | 813       |
| 047   | Moris                    | 5.312     | 1.805,36 km²  | Moris                          | 1.670     |
| 048   | Namiquipa                | 22.712    | 4.880,84 km²  | Namiquipa                      | 1.752     |
| 049   | Nonoava                  | 2.849     | 2.004,83 km²  | Nonoava                        | 2.757     |
| 050   | Nuevo Casas Grandes      | 65.753    | 2.647,43 km²  | Nuevo Casas Grandes            | 62.038    |
| 051   | Ocampo                   | 7.546     | 1.810,22 km²  | Melchor Ocampo                 | 527       |
| 052   | Ojinaga                  | 24.534    | 6.796,48 km²  | Ojinaga                        | 22.066    |
| 053   | Praxedis G. Guerrero     | 4.799     | 373,51 km²    | Praxedis G. Guerrero           | 2.128     |
| 054   | Riva Palacio             | 8.012     | 2.258,99 km²  | San Andrés                     | 662       |
| 055   | Rosales                  | 16.776    | 1.921,02 km²  | Santa Cruz de Rosales          | 5.570     |
| 056   | Rosario                  | 2.235     | 1.171,25 km²  | Valle del Rosario              | 263       |
| 057   | San Francisco de Borja   | 2.290     | 1.319,27 km²  | San Francisco de Borja         | 1.157     |
| 058   | San Francisco de Conchos | 2.983     | 877,18 km²    | San Francisco de Conchos       | 576       |
| 059   | San Francisco del Oro    | 4.753     | 479,46 km²    | San Francisco del Oro          | -         |
| 060   | Santa Bárbara            | 10.427    | 347,89 km²    | Santa Bárbara                  | 9.169     |
| 061   | Satevó                   | 3.414     | 3.565,39 km²  | San Francisco Javier de Satevó | 421       |
| 062   | Saucillo                 | 29.862    | 3.044,81 km²  | Saucillo                       | 11.004    |
| 063   | Temósachic               | 6.211     | 4.273,83 km²  | Temósachic                     | 1.841     |
| 064   | El Tule                  | 1.869     | 469,68 km²    | El Tule                        | 1.818     |
| 065   | Urique                   | 17.043    | 3.326,47 km²  | Urique                         | 1.102     |
| 066   | Uruachi                  | 8.200     | 2.656,96 km²  | Uruachi                        | 1.199     |
| 067   | Valle de Zaragoza        | 5.105     | 2.954,26 km²  | Valle de Zaragoza              | 2.223     |

| Detailkaart                         |
| ----------------------------------- |
|                                     |
| Ligging Chihuahua binnen Mexico     |
|                                     |
| Gemeenten ingedeeld naar INEGI code |

Ahumada · Aldama · Allende · Aquiles Serdán · Ascensión · Bachiniva · Balleza · Batopilas · Bocoyna · Buenaventura · Camargo · Carichi · Casas Grandes · Chihuahua · Chinipas · Coronado · Coyame del Sotol · Cuauhtémoc · Cusihuiriachi · Delicias · Dr. Belisario Domínguez · El Tule · Galeana · Gómez Farías · Gran Morelos · Guachochi · Guadalupe · Guadalupe y Calvo · Guazapares · Guerrero · Hidalgo del Parral · Huejotitán · Ignacio Zaragoza · Janos · Jiménez · Juárez · Julimes · La Cruz · López · Madera · Maguarichi · Manuel Benavides · Matachi · Matamoros · Meoqui · Morelos · Moris · Namiquipa · Nonoava · Nuevo Casas Grandes · Ocampo · Ojinaga · Praxedis G. Guerrero · Riva Palacio · Rosales · Rosario · San Francisco de Borja · San Francisco de Conchos · San Francisco del Oro · Santa Bárbara · Santa Isabel · Satevo · Saucillo · Temósachi · Urique · Uruachi · Valle de Zaragoza